# Eremias papenfussi
Eremias papenfussi là một loài thằn lằn trong họ Lacertidae. Loài này được Mozaffari, Ahmadzadeh & Parham mô tả khoa học đầu tiên năm 2011.